# ويلسون منديز
ويلسون منديز (بالإسبانية: Wilson Méndez) هو مدرب كرة قدم ولاعب كرة قدم باراغواياني، ولد في 25 مايو 1982 في Presidente Franco District ‏ في باراغواي. لعب مع نادي 3 فبراير.

## وصلات خارجية
- ويلسون منديز على موقع قاعدة بيانات كرة القدم.إي يو (الإنجليزية)
- ويلسون منديز على موقع Soccerway.com (الإنجليزية)
- ويلسون منديز على موقع عالم كرة القدم.نت (الإنجليزية)